# Turkey Comix
Turkey Comix est un fanzine de bande dessinée créé en 2002 par le micro-éditeur The Hoochie Coochie. Il a obtenu le Prix de la bande dessinée alternative au festival d'Angoulême 2008. Le dernier numéro publié est le numéro 25, janvier 2017 selon le site de l'éditeur.

## Histoire
Créé à Paris en 2002 par Tarabiscouille et Gotpower, Turkey Comix évolue sous l'impulsion d'OlivSteen au fil des numéros du fanzine format A5 à une revue luxueuse mais bon marché, faisant la part belle à la linogravure, la bande dessinée indépendante et à l'internationalité de ses participants, parmi lesquels Gotpower], Alex Baladi, Ibn Al Rabin, Tarabiscouille, Dame Pipi, etc.
En 2004, la revue est jumelée le temps d'un numéro avec le fanzine Motosex pour engendrer Mototürk/Turkosex. Parmi, les hors-série, on peut compter également Dinde de Noël (2003), réalisé par Biscouille, Power et Pipi. Depuis 2005, O.P., Dame Pipi, Pierre Bunk et Gotpower élaborent des contraintes d'écritures de bande dessinée, d'où découle une collaboration notoire avec Stéphane Girod et Bijne. La devise de la revue est : « Yo! Anarchie siempre ! ». En janvier 2008, Turkey Comix obtient le Prix de la bande dessinée alternative au festival d'Angoulême.